# Li Ruofan
Dans ce nom chinois, le nom de famille, Li, précède le nom personnel.
Li Ruofan est une joueuse d'échecs chinoise puis singapourienne née le 30 avril 1978 à Suzhou. Championne d'Asie en 2001 et championne de Chine en 2006, elle a obtenu le titre de maître international en 2007.
Au 1er août 2017, elle est la première joueuse singapourienne et la 101e joueuse mondiale avec un classement Elo de 2 365 points.

## Biographie
Li Ruofan a épousé Zhang Zhong et s'est installée à Singapour. Elle est affiliée à la fédération singapourienne depuis 2007.

## Championnats du monde féminins
Li Ruofan a participé au championnat du monde d'échecs féminin de 2001 (éliminée au premier tour par Anna Zatonskih) et du championnat du monde féminin de 2012 (éliminée au premier tour par Irina Krush).

## Compétitions par équipe
Li Ruofan a représenté Singapour au troisième échiquier lors de l'olympiade d'échecs de 2012 mixte.
En 2016, elle a joué au premier échiquier de l'équipe féminine de Singapour